# Neudorf bei Passail
Neudorf bei Passail ist eine ehemalige Gemeinde mit 466 Einwohnern (Stand: 1. Jänner 2023) in der Oststeiermark.
Das ehemalige Gemeindegebiet ist heute als Neudorf bei Semriach eine Katastralgemeinde der Gemeinde Passail, denn im Rahmen der Gemeindestrukturreform in der Steiermark wurde die Gemeinde 2015 gemeinsam mit den vordem ebenfalls selbständigen Gemeinden Hohenau an der Raab und Arzberg bei der Gemeinde Passail eingemeindet.
Grundlage dafür war das Steiermärkische Gemeindestrukturreformgesetz – StGsrG.

## Geografie
Neudorf bei Passail liegt südwestlich vom Ort Passail im Gerichtsbezirk bzw. Bezirk Weiz.

### Gliederung
Das Gemeindegebiet gliederte sich in drei Ortschaften (Einwohner Stand 1. Jänner 2024):
- Amstein (81)
- Oberneudorf (224)
- Unterneudorf (156)

Die ehemalige Gemeinde ist deckungsgleich mit der weiterhin bestehenden Katastralgemeinde Neudorf bei Semriach.

## Politik
Letzter Bürgermeister war Johann Schrei (FPÖ). Der Gemeinderat setzte sich nach den Gemeinderatswahlen von 2010 wie folgt zusammen:
- 4 ÖVP
- 2 SPÖ
- 3 FPÖ

### Wappen
Beschreibung:
Der Globus steht für den historischen Vermessungsstein am Schöckl (im damaligen Neudorfer Gemeindegebiet), welcher in der zweiten Hälfte des 18. Jahrhunderts unter Maria Theresia der erstmaligen Meridianvermessung zwischen Brünn und Varaždin diente.
Die Rodungsmesser symbolisieren einerseits die Grafen Dietrichstein als Inhaber der Herrschaften Semriach und Rabenstein im 18./19. Jahrhundert (größte Grundherren im Gemeindegebiet), andererseits die Rodungstätigkeit im Schöcklgebiet, aus der im Hochmittelalter die Siedlung Neudorf hervorging.
Der Lindenblattschnitt dokumentiert das ehemals häufige Vorhandensein des Lindenbaumes und die heilende Wirkung seiner Blüten.
Silber ist das irdische, diesseitige Metall- und wurde auch auf einem Anwesen in Neudorf abgebaut, Grün die Farbe der frischen Vegetation und der Natur, das Symbol der Hoffnung und ist die Komplementärfarbe zu Rot, dem Zeichen der Kraft und der Jugendfrische, des menschlichen Lebens überhaupt.